# Bryophryne hanssaueri
Bryophryne hanssaueri es una especie de anfibio anuro de la familia Strabomantidae. Es  endémica del sudeste de Perú, más concretamente de un área reducida de las partes altas del valle de Kosñipata en el parque nacional del Manu (provincia de Paucartambo). Su área de distribución ocupa solo 28 km² y se encuentra entre los 3100 y los 3700 m s. n. m. Habita entre la hojarasca en bosques enanos, al límite del arbolado, junto a la transición a los pastizales de la puna. Se reproduce por desarrollo directo (no hay fase de renacuajo), la hembra pone alrededor de 16 a 19 huevos en el suelo y cuida de ellos.